# نووا ایرویز
نووا ایرویز (به انگلیسی: Nova Airways) یک شرکت هواپیمایی با کد یاتا O9 (oscar9) است که در تاریخ ۲۰۰۰ میلادی تأسیس شده است. دفتر مرکزی نووا ایرویز در خرطوم، سودان واقع شده‌است و قطب این شرکت هواپیمایی در فرودگاه بین‌المللی خرطوم قرار دارد و به ۸ مقصد، پرواز مستقیم انجام می‌دهد.